# ISO 8859-1
| -1  | Latin-1, Westeuropäisch    |
| -2  | Latin-2, Mitteleuropäisch  |
| -3  | Latin-3, Südeuropäisch     |
| -4  | Latin-4, Nordeuropäisch    |
| -5  | Kyrillisch                 |
| -6  | Arabisch                   |
| -7  | Griechisch                 |
| -8  | Hebräisch                  |
| -9  | Latin-5, Türkisch          |
| -10 | Latin-6, Nordisch          |
| -11 | Thai                       |
| -12 | (existiert nicht)          |
| -13 | Latin-7, Baltisch          |
| -14 | Latin-8, Keltisch          |
| -15 | Latin-9, Westeuropäisch    |
| -16 | Latin-10, Südosteuropäisch |

ISO 8859-1, genauer ISO/IEC 8859-1, auch bekannt als Latin-1, ist ein von der ISO zuletzt 1998 aktualisierter Standard für die Informationstechnik zur Zeichenkodierung mit acht Bit und der erste Teil der Normenfamilie ISO 8859.
Die mit sieben Bit kodierbaren Zeichen entsprechen US-ASCII mit führendem Nullbit. Zusätzlich zu den 95 darstellbaren ASCII-Zeichen (2016–7E16) kodiert ISO 8859-1 96 weitere (A016–FF16), also insgesamt 191 von theoretisch möglichen 256 (= 28). Den Positionen 0016–1F16 und 7F16–9F16 sind in ISO/IEC 8859 und damit ISO/IEC 8859-1 keine Zeichen zugewiesen. Dieser Bereich wurde bewusst freigehalten, um die entsprechenden Bytes für die Gerätesteuerung nutzen zu können oder sicherzustellen, dass diese bei einer unzureichend spezifizierten Codierung nicht in Konflikt mit solchen Steuerzeichen geraten. Die von der IANA definierte Bezeichnung ISO-8859-1 (mit Bindestrich) steht für die Kombination der Zeichen dieser Norm mit nicht darstellbaren Steuerzeichen gemäß ISO/IEC 6429.
ISO/IEC 8859-1 versucht, möglichst viele Zeichen westeuropäischer Sprachen abzudecken. Da zur Vollständigkeit neben dem Eurosymbol vor allem für Französisch einige Zeichen fehlen, wurde als Alternative ISO 8859-15 geschaffen.
ISO 8859-1 ist eng verwandt mit der unter dem Betriebssystem Windows früher gebräuchlichen 8-Bit-Zeichenkodierung Windows-1252. Beide Codierungen unterscheiden sich im Bereich 8016 bis 9F16: Während ISO/IEC 8859-1 diesen Bereich frei hält, um hier Steuerzeichen kodieren zu können, belegt ihn Windows-1252 mit weiteren druckbaren Zeichen. Damit unterstützt letztere Codierung auch die meisten westeuropäischen Sprachen und enthält auch alle druckbaren Zeichen von ISO 8859-15. Manche Applikationen vermischen die Definition von ISO 8859-1 und Windows-1252. Da beispielsweise in HTML die zusätzlichen Steuerzeichen aus ISO 8859-1 keine Bedeutung haben, werden oft die druckbaren Zeichen aus Windows-1252 verwendet.
Aus diesem Grund schreibt der neue HTML5-Standard vor, dass als ISO 8859-1 markierte Texte als Windows-1252 zu interpretieren sind. Im Januar 2019 verwenden 3,5 % aller Websites ISO 8859-1 bei fallender Tendenz. Latin-1 ist damit nach UTF-8 (93,0 %) die zweithäufigste Kodierung von Websites. Windows-1252 wird von 0,6 % der Websites verwendet. Die Unterschiede zwischen all diesen Kodierungen sowie generell mangelnde Konsequenz bei der Unterstützung verschiedener Zeichensätze sind ein häufiges Interoperabilitätsproblem.
Auf ISO 8859-1 und den Steuerzeichen aus ISO/IEC 6429 basiert ebenfalls die unter dem Betriebssystem AmigaOS gebräuchliche 8-Bit-Zeichenkodierung Commodore Amiga, die sich lediglich durch vier Modifikationen unterscheidet.
Aufgrund der weiten Verbreitung von ISO 8859-1 wurde der Unicode-Standard gerade so angelegt, dass der Unicode-Standard eine Erweiterung von ISO 8859-1 ist. Ein Zeichen, das in ISO 8859-1 durch den Bytewert x kodiert wird, belegt deshalb im Unicode-Standard den Codepunkt x. Die tatsächlich benutzte Bytefolge kann vom Codepunkt abweichen, z. B. bei UTF-8 Kodierung.

## Geschichte
ISO 8859-1 basiert auf dem DEC Multinational Character Set, das von der Digital Equipment Corporation im Terminal VT220 verwendet wurde. Es wurde ursprünglich von der European Computer Manufacturers Association (ECMA) entwickelt und im März 1985 als ECMA-94 veröffentlicht. Die zweite Auflage von ECMA-94 enthielt außerdem ISO 8859-2, ISO 8859-3 und ISO 8859-4 als Teil der Spezifikation.

## Tabellen

### ISO/IEC 8859-1
| Code | …0           | …1           | …2           | …3           | …4           | …5           | …6           | …7           | …8           | …9           | …A           | …B           | …C           | …D           | …E           | …F           |
| ---- | ------------ | ------------ | ------------ | ------------ | ------------ | ------------ | ------------ | ------------ | ------------ | ------------ | ------------ | ------------ | ------------ | ------------ | ------------ | ------------ |
| 0…   | nicht belegt | nicht belegt | nicht belegt | nicht belegt | nicht belegt | nicht belegt | nicht belegt | nicht belegt | nicht belegt | nicht belegt | nicht belegt | nicht belegt | nicht belegt | nicht belegt | nicht belegt | nicht belegt |
| 1…   | nicht belegt | nicht belegt | nicht belegt | nicht belegt | nicht belegt | nicht belegt | nicht belegt | nicht belegt | nicht belegt | nicht belegt | nicht belegt | nicht belegt | nicht belegt | nicht belegt | nicht belegt | nicht belegt |
| 2…   | SP           | !            | "            | #            | $            | %            | &            | '            | (            | )            | *            | +            | ,            | -            | .            | /            |
| 3…   | 0            | 1            | 2            | 3            | 4            | 5            | 6            | 7            | 8            | 9            | :            | ;            | <            | =            | >            | ?            |
| 4…   | @            | A            | B            | C            | D            | E            | F            | G            | H            | I            | J            | K            | L            | M            | N            | O            |
| 5…   | P            | Q            | R            | S            | T            | U            | V            | W            | X            | Y            | Z            | [            | \            | ]            | ^            | _            |
| 6…   | `            | a            | b            | c            | d            | e            | f            | g            | h            | i            | j            | k            | l            | m            | n            | o            |
| 7…   | p            | q            | r            | s            | t            | u            | v            | w            | x            | y            | z            | {            | \|           | }            | ~            |              |
| 8…   | nicht belegt | nicht belegt | nicht belegt | nicht belegt | nicht belegt | nicht belegt | nicht belegt | nicht belegt | nicht belegt | nicht belegt | nicht belegt | nicht belegt | nicht belegt | nicht belegt | nicht belegt | nicht belegt |
| 9…   | nicht belegt | nicht belegt | nicht belegt | nicht belegt | nicht belegt | nicht belegt | nicht belegt | nicht belegt | nicht belegt | nicht belegt | nicht belegt | nicht belegt | nicht belegt | nicht belegt | nicht belegt | nicht belegt |
| A…   | NBSP         | ¡            | ¢            | £            | ¤            | ¥            | ¦            | §            | ¨            | ©            | ª            | «            | ¬            | SHY          | ®            | ¯            |
| B…   | °            | ±            | ²            | ³            | ´            | µ            | ¶            | ·            | ¸            | ¹            | º            | »            | ¼            | ½            | ¾            | ¿            |
| C…   | À            | Á            | Â            | Ã            | Ä            | Å            | Æ            | Ç            | È            | É            | Ê            | Ë            | Ì            | Í            | Î            | Ï            |
| D…   | Ð            | Ñ            | Ò            | Ó            | Ô            | Õ            | Ö            | ×            | Ø            | Ù            | Ú            | Û            | Ü            | Ý            | Þ            | ß            |
| E…   | à            | á            | â            | ã            | ä            | å            | æ            | ç            | è            | é            | ê            | ë            | ì            | í            | î            | ï            |
| F…   | ð            | ñ            | ò            | ó            | ô            | õ            | ö            | ÷            | ø            | ù            | ú            | û            | ü            | ý            | þ            | ÿ            |

SP (für englisch space, 20hex) ist das Leerzeichen, NBSP (non-breaking space, A0hex) das feste Leerzeichen und SHY (soft hyphen, ADhex) der normalerweise nur an Zeilenenden sichtbar werdende „bedingte Trennstrich“.

### ISO/IEC 8859-1 kombiniert mit Sonderzeichen aus ISO/IEC 6429
| Code | …0                                          | …1                                          | …2                                          | …3                                          | …4                                          | …5                                          | …6                                          | …7                                          | …8                                          | …9                                          | …A                                          | …B                                          | …C                                          | …D                                          | …E                                          | …F                                          |
| ---- | ------------------------------------------- | ------------------------------------------- | ------------------------------------------- | ------------------------------------------- | ------------------------------------------- | ------------------------------------------- | ------------------------------------------- | ------------------------------------------- | ------------------------------------------- | ------------------------------------------- | ------------------------------------------- | ------------------------------------------- | ------------------------------------------- | ------------------------------------------- | ------------------------------------------- | ------------------------------------------- |
| 0…   | NUL                                         | SOH                                         | STX                                         | ETX                                         | EOT                                         | ENQ                                         | ACK                                         | BEL                                         | BS                                          | HT                                          | LF                                          | VT                                          | FF                                          | CR                                          | SO                                          | SI                                          |
| 1…   | DLE                                         | DC1                                         | DC2                                         | DC3                                         | DC4                                         | NAK                                         | SYN                                         | ETB                                         | CAN                                         | EM                                          | SUB                                         | ESC                                         | FS                                          | GS                                          | RS                                          | US                                          |
| 2…   | wie ISO/IEC 8859, Windows-125X und US-ASCII | wie ISO/IEC 8859, Windows-125X und US-ASCII | wie ISO/IEC 8859, Windows-125X und US-ASCII | wie ISO/IEC 8859, Windows-125X und US-ASCII | wie ISO/IEC 8859, Windows-125X und US-ASCII | wie ISO/IEC 8859, Windows-125X und US-ASCII | wie ISO/IEC 8859, Windows-125X und US-ASCII | wie ISO/IEC 8859, Windows-125X und US-ASCII | wie ISO/IEC 8859, Windows-125X und US-ASCII | wie ISO/IEC 8859, Windows-125X und US-ASCII | wie ISO/IEC 8859, Windows-125X und US-ASCII | wie ISO/IEC 8859, Windows-125X und US-ASCII | wie ISO/IEC 8859, Windows-125X und US-ASCII | wie ISO/IEC 8859, Windows-125X und US-ASCII | wie ISO/IEC 8859, Windows-125X und US-ASCII | wie ISO/IEC 8859, Windows-125X und US-ASCII |
| 3…   | wie ISO/IEC 8859, Windows-125X und US-ASCII | wie ISO/IEC 8859, Windows-125X und US-ASCII | wie ISO/IEC 8859, Windows-125X und US-ASCII | wie ISO/IEC 8859, Windows-125X und US-ASCII | wie ISO/IEC 8859, Windows-125X und US-ASCII | wie ISO/IEC 8859, Windows-125X und US-ASCII | wie ISO/IEC 8859, Windows-125X und US-ASCII | wie ISO/IEC 8859, Windows-125X und US-ASCII | wie ISO/IEC 8859, Windows-125X und US-ASCII | wie ISO/IEC 8859, Windows-125X und US-ASCII | wie ISO/IEC 8859, Windows-125X und US-ASCII | wie ISO/IEC 8859, Windows-125X und US-ASCII | wie ISO/IEC 8859, Windows-125X und US-ASCII | wie ISO/IEC 8859, Windows-125X und US-ASCII | wie ISO/IEC 8859, Windows-125X und US-ASCII | wie ISO/IEC 8859, Windows-125X und US-ASCII |
| 4…   | wie ISO/IEC 8859, Windows-125X und US-ASCII | wie ISO/IEC 8859, Windows-125X und US-ASCII | wie ISO/IEC 8859, Windows-125X und US-ASCII | wie ISO/IEC 8859, Windows-125X und US-ASCII | wie ISO/IEC 8859, Windows-125X und US-ASCII | wie ISO/IEC 8859, Windows-125X und US-ASCII | wie ISO/IEC 8859, Windows-125X und US-ASCII | wie ISO/IEC 8859, Windows-125X und US-ASCII | wie ISO/IEC 8859, Windows-125X und US-ASCII | wie ISO/IEC 8859, Windows-125X und US-ASCII | wie ISO/IEC 8859, Windows-125X und US-ASCII | wie ISO/IEC 8859, Windows-125X und US-ASCII | wie ISO/IEC 8859, Windows-125X und US-ASCII | wie ISO/IEC 8859, Windows-125X und US-ASCII | wie ISO/IEC 8859, Windows-125X und US-ASCII | wie ISO/IEC 8859, Windows-125X und US-ASCII |
| 5…   | wie ISO/IEC 8859, Windows-125X und US-ASCII | wie ISO/IEC 8859, Windows-125X und US-ASCII | wie ISO/IEC 8859, Windows-125X und US-ASCII | wie ISO/IEC 8859, Windows-125X und US-ASCII | wie ISO/IEC 8859, Windows-125X und US-ASCII | wie ISO/IEC 8859, Windows-125X und US-ASCII | wie ISO/IEC 8859, Windows-125X und US-ASCII | wie ISO/IEC 8859, Windows-125X und US-ASCII | wie ISO/IEC 8859, Windows-125X und US-ASCII | wie ISO/IEC 8859, Windows-125X und US-ASCII | wie ISO/IEC 8859, Windows-125X und US-ASCII | wie ISO/IEC 8859, Windows-125X und US-ASCII | wie ISO/IEC 8859, Windows-125X und US-ASCII | wie ISO/IEC 8859, Windows-125X und US-ASCII | wie ISO/IEC 8859, Windows-125X und US-ASCII | wie ISO/IEC 8859, Windows-125X und US-ASCII |
| 6…   | wie ISO/IEC 8859, Windows-125X und US-ASCII | wie ISO/IEC 8859, Windows-125X und US-ASCII | wie ISO/IEC 8859, Windows-125X und US-ASCII | wie ISO/IEC 8859, Windows-125X und US-ASCII | wie ISO/IEC 8859, Windows-125X und US-ASCII | wie ISO/IEC 8859, Windows-125X und US-ASCII | wie ISO/IEC 8859, Windows-125X und US-ASCII | wie ISO/IEC 8859, Windows-125X und US-ASCII | wie ISO/IEC 8859, Windows-125X und US-ASCII | wie ISO/IEC 8859, Windows-125X und US-ASCII | wie ISO/IEC 8859, Windows-125X und US-ASCII | wie ISO/IEC 8859, Windows-125X und US-ASCII | wie ISO/IEC 8859, Windows-125X und US-ASCII | wie ISO/IEC 8859, Windows-125X und US-ASCII | wie ISO/IEC 8859, Windows-125X und US-ASCII | wie ISO/IEC 8859, Windows-125X und US-ASCII |
| 7…   |                                             |                                             |                                             |                                             |                                             |                                             |                                             |                                             |                                             |                                             |                                             |                                             |                                             |                                             |                                             | DEL                                         |
| 8…   | PAD                                         | HOP                                         | BPH                                         | NBH                                         | IND                                         | NEL                                         | SSA                                         | ESA                                         | HTS                                         | HTJ                                         | VTS                                         | PLD                                         | PLU                                         | RI                                          | SS2                                         | SS3                                         |
| 9…   | DCS                                         | PU1                                         | PU2                                         | STS                                         | CCH                                         | MW                                          | SPA                                         | EPA                                         | SOS                                         | SGCI                                        | SCI                                         | CSI                                         | ST                                          | OSC                                         | PM                                          | APC                                         |
| A…   | wie ISO/IEC 8859-1 und Windows-1252         | wie ISO/IEC 8859-1 und Windows-1252         | wie ISO/IEC 8859-1 und Windows-1252         | wie ISO/IEC 8859-1 und Windows-1252         | wie ISO/IEC 8859-1 und Windows-1252         | wie ISO/IEC 8859-1 und Windows-1252         | wie ISO/IEC 8859-1 und Windows-1252         | wie ISO/IEC 8859-1 und Windows-1252         | wie ISO/IEC 8859-1 und Windows-1252         | wie ISO/IEC 8859-1 und Windows-1252         | wie ISO/IEC 8859-1 und Windows-1252         | wie ISO/IEC 8859-1 und Windows-1252         | wie ISO/IEC 8859-1 und Windows-1252         | wie ISO/IEC 8859-1 und Windows-1252         | wie ISO/IEC 8859-1 und Windows-1252         | wie ISO/IEC 8859-1 und Windows-1252         |
| B…   | wie ISO/IEC 8859-1 und Windows-1252         | wie ISO/IEC 8859-1 und Windows-1252         | wie ISO/IEC 8859-1 und Windows-1252         | wie ISO/IEC 8859-1 und Windows-1252         | wie ISO/IEC 8859-1 und Windows-1252         | wie ISO/IEC 8859-1 und Windows-1252         | wie ISO/IEC 8859-1 und Windows-1252         | wie ISO/IEC 8859-1 und Windows-1252         | wie ISO/IEC 8859-1 und Windows-1252         | wie ISO/IEC 8859-1 und Windows-1252         | wie ISO/IEC 8859-1 und Windows-1252         | wie ISO/IEC 8859-1 und Windows-1252         | wie ISO/IEC 8859-1 und Windows-1252         | wie ISO/IEC 8859-1 und Windows-1252         | wie ISO/IEC 8859-1 und Windows-1252         | wie ISO/IEC 8859-1 und Windows-1252         |
| C…   | wie ISO/IEC 8859-1 und Windows-1252         | wie ISO/IEC 8859-1 und Windows-1252         | wie ISO/IEC 8859-1 und Windows-1252         | wie ISO/IEC 8859-1 und Windows-1252         | wie ISO/IEC 8859-1 und Windows-1252         | wie ISO/IEC 8859-1 und Windows-1252         | wie ISO/IEC 8859-1 und Windows-1252         | wie ISO/IEC 8859-1 und Windows-1252         | wie ISO/IEC 8859-1 und Windows-1252         | wie ISO/IEC 8859-1 und Windows-1252         | wie ISO/IEC 8859-1 und Windows-1252         | wie ISO/IEC 8859-1 und Windows-1252         | wie ISO/IEC 8859-1 und Windows-1252         | wie ISO/IEC 8859-1 und Windows-1252         | wie ISO/IEC 8859-1 und Windows-1252         | wie ISO/IEC 8859-1 und Windows-1252         |
| D…   | wie ISO/IEC 8859-1 und Windows-1252         | wie ISO/IEC 8859-1 und Windows-1252         | wie ISO/IEC 8859-1 und Windows-1252         | wie ISO/IEC 8859-1 und Windows-1252         | wie ISO/IEC 8859-1 und Windows-1252         | wie ISO/IEC 8859-1 und Windows-1252         | wie ISO/IEC 8859-1 und Windows-1252         | wie ISO/IEC 8859-1 und Windows-1252         | wie ISO/IEC 8859-1 und Windows-1252         | wie ISO/IEC 8859-1 und Windows-1252         | wie ISO/IEC 8859-1 und Windows-1252         | wie ISO/IEC 8859-1 und Windows-1252         | wie ISO/IEC 8859-1 und Windows-1252         | wie ISO/IEC 8859-1 und Windows-1252         | wie ISO/IEC 8859-1 und Windows-1252         | wie ISO/IEC 8859-1 und Windows-1252         |
| E…   | wie ISO/IEC 8859-1 und Windows-1252         | wie ISO/IEC 8859-1 und Windows-1252         | wie ISO/IEC 8859-1 und Windows-1252         | wie ISO/IEC 8859-1 und Windows-1252         | wie ISO/IEC 8859-1 und Windows-1252         | wie ISO/IEC 8859-1 und Windows-1252         | wie ISO/IEC 8859-1 und Windows-1252         | wie ISO/IEC 8859-1 und Windows-1252         | wie ISO/IEC 8859-1 und Windows-1252         | wie ISO/IEC 8859-1 und Windows-1252         | wie ISO/IEC 8859-1 und Windows-1252         | wie ISO/IEC 8859-1 und Windows-1252         | wie ISO/IEC 8859-1 und Windows-1252         | wie ISO/IEC 8859-1 und Windows-1252         | wie ISO/IEC 8859-1 und Windows-1252         | wie ISO/IEC 8859-1 und Windows-1252         |
| F…   | wie ISO/IEC 8859-1 und Windows-1252         | wie ISO/IEC 8859-1 und Windows-1252         | wie ISO/IEC 8859-1 und Windows-1252         | wie ISO/IEC 8859-1 und Windows-1252         | wie ISO/IEC 8859-1 und Windows-1252         | wie ISO/IEC 8859-1 und Windows-1252         | wie ISO/IEC 8859-1 und Windows-1252         | wie ISO/IEC 8859-1 und Windows-1252         | wie ISO/IEC 8859-1 und Windows-1252         | wie ISO/IEC 8859-1 und Windows-1252         | wie ISO/IEC 8859-1 und Windows-1252         | wie ISO/IEC 8859-1 und Windows-1252         | wie ISO/IEC 8859-1 und Windows-1252         | wie ISO/IEC 8859-1 und Windows-1252         | wie ISO/IEC 8859-1 und Windows-1252         | wie ISO/IEC 8859-1 und Windows-1252         |

Die IANA hat folgende gleichwertige großschreibungsunabhängige Bezeichnungen für diese Codetabelle zum Gebrauch in Internetanwendungen wie etwa MIME registriert:
- ISO_8859-1:1987
- ISO_8859-1
- ISO-8859-1
- ISO-IR-100
- csISOLatin1
- latin1
- l1
- IBM819
- CP819

## Verwendung
ISO 8859-1 war neben US-ASCII eine häufig gebrauchte Kodierung für lateinische Schriften, jedoch seit Jahren mit abnehmender Bedeutung. Im Mai 2024 verwenden nur noch 1,2 % aller Websites ISO 8859-1, Unicode mit UTF-8-Encoding wird dagegen von 98,2 % der Websites verwendet. Im Gegensatz zu UTF-8 können türkische, ungarische und tschechische Zeichen nicht vollständig verwendet werden.
Für mindestens folgende Sprachen reicht ISO 8859-1 aus:
- Englisch (£, ¢, außer Gebrauch: Æ/æ, ä, ë, ï, ö, ü; nicht Œ/œ)
- Deutsch (Ä/ä, Ö/ö, Ü/ü, ß, in Fremdwörtern É/é; nicht ẞ, ſ (außer Gebrauch))
- Nordfriesisch (Ä/ä, Ö/ö, Ü/ü, Å/å, nicht Ā/ā, Đ/đ, Ē/ē für Sölring)
- Niederländisch (ÿ, Ë/ë, Ï/ï, seltener Á/á, É/é, Í/í, Ó/ó, Ú/ú; nicht Ĳ/ĳ)
- Wallonisch (Â/â, Å/å, Ç/ç, È/è, É/é, Ê/ê, Î/î, Ô/ô, Û/û)
- Afrikaans (Ê/ê, Ë/ë, Î/î, Ï/ï, Ô/ô, Û/û)
- Dänisch (Å/å, Æ/æ, Ø/ø)
- Schwedisch (Å/å, Ä/ä, Ö/ö)
- Norwegisch, Bokmål und Nynorsk (Å/å, Æ/æ, Ø/ø, Ò/ò)
- Färöisch (Á/á, Ð/ð, Í/í, Ó/ó, Ú/ú, Ý/ý, Æ/æ, Ø/ø)
- Isländisch (Á/á, Ð/ð, É/é, Í/í, Ó/ó, Ú/ú, Ý/ý, Þ/þ, Æ/æ, Ö/ö)
- Französisch (Æ/æ, À/à, Â/â, È/è, É/é, Ê/ê, Ë/ë, Î/î, Ï/ï, Ô/ô, Ù/ù, Û/û, Ç/ç, Ü/ü, ÿ, nicht Œ/œ, Ÿ)
- Italienisch (À/à, È/è, É/é, Ì/ì, Ò/ò, Ù/ù)
- Rätoromanisch (À/à, Á/á, Â/â, È/è, É/é, Ë/ë, Ì/ì, Í/í, Ò/ò, Ó/ó, Ö/ö, Ü/ü, nicht Š/š)
- Katalanisch (À/à, Ç/ç, È/è, É/é, Í/í, Ï/ï, Ò/ò, Ó/ó, Ú/ú, Ü/ü, ·, nicht Ŀ/ŀ)
- Spanisch (¡, ¿, ª, º, Á/á, É/é, Í/í, Ñ/ñ, Ó/ó, Ú/ú, Ü/ü, außer Gebrauch: Ç/ç)
- Portugiesisch (ª, º, À/à, Á/á, Â/â, Ã/ã, Ç/ç, É/é, Ê/ê, Í/í, Ó/ó, Ô/ô, Õ/õ, Ú/ú, Ü/ü)

- Irisches Gälisch (neue Orthographie: Á/á, É/é, Í/í, Ó/ó, Ú/ú)
- Schottisches Gälisch (À/à, È/è, É/é, Ì/ì, Ò/ò, Ó/ó, Ù/ù)

- Finnisch (Ä/ä, Ö/ö; in Fremdwörtern: Å/å, nicht Š/š, Ž/ž)
- Estnisch (Ä/ä, Ö/ö, Ü/ü, Õ/õ, in Fremdwörtern: nicht Š/š, Ž/ž)

- Albanisch (Ç/ç, Ë/ë)
- Baskisch (Ñ/ñ)
- Swahili

- Alle Sprachen in der EU: nicht €

Nicht vollständig in ISO 8859-1 codiert werden können folgende Zeichen (die genannten Sprachen werden somit nur teilweise unterstützt):
- Tschechisch (Č/č, Ď/ď, Ě/ě, Ň/ň, Ř/ř, Š/š, Ť/ť, Ů/ů, Ž/ž)
- Ungarisch (Ő/ő, Ű/ű)
- Türkisch (Ğ/ğ, İ/ı, Ş/ş)

Da die unterstützten Sprachen in Westeuropa, Amerika und Australien weitverbreitet sind, war es überall dort die dominierende 8-Bit-Zeichenkodierung. Neue Systeme verwenden UTF-8. Auch in Teilen Afrikas, in denen nicht die arabische Schrift verwendet wird, ist es weit verbreitet, obwohl oft einige Sonderzeichen fehlen, die aber auch in keiner anderen 8-Bit-Kodierung vorhanden sind, siehe z. B. pannigerianisches Alphabet.
| Code  | …0                  | …1                  | …2          | …3                      | …4                  | …5                  | …6                      | …7                  | …8                      | …9                                  | …A                      | …B              | …C                          | …D                      | …E          | …F              |
| C…/E… | À/à                 | Á/á                 | Â/â         | Ã/ã                     | Ä/ä                 | Å/å                 | Æ/æ                     | Ç/ç                 | È/è                     | É/é                                 | Ê/ê                     | Ë/ë             | Ì/ì                         | Í/í                     | Î/î         | Ï/ï             |
| ----- | ------------------- | ------------------- | ----------- | ----------------------- | ------------------- | ------------------- | ----------------------- | ------------------- | ----------------------- | ----------------------------------- | ----------------------- | --------------- | --------------------------- | ----------------------- | ----------- | --------------- |
| C…/E… | fra ita cat por sco | fao gle isl por spa | fra por wln | por                     | deu eng est fin swe | dan fin nor swe wln | dan eng fao fra isl nor | alb fra cat por wln | afr fra ita cat sco wln | afr fra gle isl ita cat por spa wln | afr fra por wln         | afr alb eng fra | sco                         | fao gle isl cat por spa | afr fra wln | afr eng fra cat |
| D…/F… | Ð/ð                 | Ñ/ñ                 | Ò/ò         | Ó/ó                     | Ô/ô                 | Õ/õ                 | Ö/ö                     |                     | Ø/ø                     | Ù/ù                                 | Ú/ú                     | Û/û             | Ü/ü                         | Ý/ý                     | Þ/þ         | ß/ÿ             |
| D…/F… | fao isl             | baq spa             | ita cat sco | fao gle isl cat por spa | afr fra por wln     | est por             | deu eng est fin isl swe |                     | dan fao nor             | fra ita sco                         | fao gle isl cat por spa | afr fra wln     | deu eng est fra cat por spa | fao isl                 | isl         | deu est fra nld |